# Pardosa yamanoi
Pardosa yamanoi är en spindelart som beskrevs av Tanaka och Masayoshi Suwa 1986. Pardosa yamanoi ingår i släktet Pardosa och familjen vargspindlar. Inga underarter finns listade i Catalogue of Life.